# Кузнєцов Микола Юхимович
Микола Юхимович Кузнєцов (1876, Москва — 1970, Москва) — російський і радянський художник.

## Біографія
Микола Юхимович Кузнєцов народився 21 вересня 1876 року, в Москві. Малювати почав у ранньому дитинстві, займався переважно приватно.
У 1896 році вступив на юридичний факультет Московського університету і, паралельно, пішов учитися в приватну студію Костянимна Коровіна і Валентина Сєрова, де його однокашниками стають такі художники як Микола Тархов, Олександр Срєдін, Василь Денисов та ін.
Від 1906 року Кузнєцов брав участь у виставках Московського товариства художників. У 1907 році за порадою Коровіна вирушив до Європи, де провів 3 роки, навчаючись у Шарля Герена в студії Колароссі, академії Вітті в Англади Камаразі, студії Матісса в самого Анрі Матісса.
Повернувшись до Росії в 1910 році, продовжив удосконалюватися під керівництвом Костянтина Коровіна. 1911 року, під керівництвом Коровіна намалював картину «За роботою», яка була показана на 41-й виставці Товариства пересувних художніх виставок де висіла між роботами Іллі Рєпіна і Василя Полєнова (нині розміщена в Нижегородському державному художньому музеї).
Від 1912 року брав участь у виставках товариства «Вільне мистецтво», а в 1915 році став головою цього товариства і залишався ним аж до 1922 року.

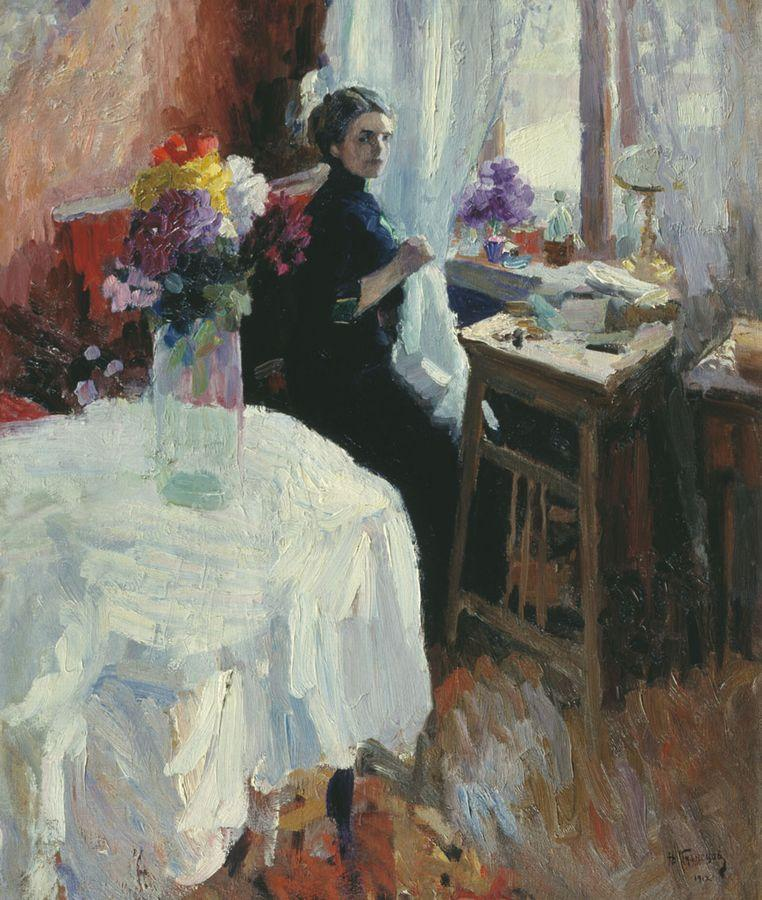
За Роботою, 1912

У 1913, 1914 і 1915 рр. брав участь у виставках Московського салону.
У 1916 і 1917 роках Кузнєцов, разом зі своїм другом і соратником Михайлом Лебланом, брав активну участь у виставках і був скарбником товариства «Бубновий валет», виставляв переважно натюрморти.
Після революції, у 1918 році, Микола Юхимович оформив Пресненський район Москви до першого свята Першотравня, багато працював для театру Пресненського району, створив Пролетарський музей Пресненського району, відкрив власну студію на Спиридоновці, оформив Театральну площу до з'їзду III Інтернаціоналу, брав участь у відкритті МТЮЗу, очолив художню студію в ДМОМ ім. Пушкіна, наприкінці 1930-х років викладав, спільно з І.Блохіним, М.Лебланом і Ф.Рербергом, на курсах у Строгановському училищі. У 1933 році вступив до МОСРХ, звідки його виключили в 1937 році, як «митця, що не знайшов своє творче обличчя» і лише 1943 року відновили за клопотанням Кончаловського, Осьмьоркіна і Крайнєва, а також особистою вказівкою С. В. Герасимова, який був тоді головою.
Лише 1963 року Микола Кузнєцов отримав право провести персональну виставку в Будинку художника на вул. Жолтовського (нині Єрмолаєвський пер.). Після неї відбулись друга й третя персональні виставки, які пройшли 1969 року в Москві (виставковий зал МОСРХ на вул. Горького) та Челябінську (ЧОКГ).
У 1959 році Микола Юхимович звернувся до багатьох регіональних музеїв з проханням розглянути можливість придбання у нього робіт. Багато відгукнулося й на сьогодні його роботи розміщені в: Державній Третьяковській галереї, Челябінському державному музеї образотворчих мистецтв, Володимиро-Суздальському музеї-заповіднику,  Красноярському державному художньому музеї ім. В. І. Сурикова, Нижегородському державному художньому музеї, Національному художньому музеї Білорусі, Краснодарському крайовому художньому музеї, Музеї історії та реконструкції Москви, Саратовському художньому музеї імені Радищева, Тульському обласному художньому музеї, Таганрозькому художньому музеї та ін.
Помер Микола Юхимович Кузнєцов у Москві в 1970 році. Похований на  Ваганьковському кладовищі.

## Виставки
- 1906. Виставка картин Московського товариства художників у будівлі Історичного музею. Каталог у РДАЛМ.
- 1906. Друга виставка молодих художників. Каталог у РДАЛМ.
- 1907. Виставка Московського товариства художників.
- 1912. 41 виставка картин Товариства пересувних художніх виставок.
- 1912, 1913, 1914, 1915. Виставки товариства художників «Вільне Мистецтво».
- 1913, 1914, 1915. Виставки Московського Салону.
- 1914. XIII періодична виставка картин  Імператорської Академії мистецтв у Катеринодарській міській картинній галереї. Каталог у РДАЛМ.
- 1916, 1917, 1918, 1922. Виставки картин і скульптури товариства «Сучасний Живопис». Каталоги в РДАЛМ.
- 1916. Виставка картин і скульптур товариства «Бубновий валет». Каталог у РДАЛМ.
- 1917. Виставка картин художників товариства «Бубновий валет». Каталог у РДАЛМ.
- 1919. I, II виставки Московського сховища творів сучасного мистецтва. Каталог у РДАЛМ.
- 1936. Виставка 4-х художників: Каптєрєва, Пустовалова, Устинова, Кузнєцова в Будинку художника (Єрмолаєвський провулок).
- 1963. Персональна виставка в Будинку художника (Єрмолаєвский провулок). Каталог у РДАЛМ.
- 1969. Персональна виставка. Москва, виставковий зал МОСРХ (вул. Горького).
- 1969. Персональна виставка в Челябінській обласній картинній галереї.
- 1980. 2-а «Виставка з приватних зібрань», Челябінська обласна картинна галерея.
- 1994. «Модерн: погляд з провінції», Челябінська обласна картинна галерея.
- 2008. «Російський живопис XVIII — першої третини XX століття із зібрання Челябінського» Музею мистецтв ", Державна Третьяковська галерея, Москва.